# Edea (banda)
Edea es un grupo musical finlandés.
Las letras de sus canciones están escritas en una forma antigua del idioma finés y hablar de viejas tradiciones.
La fuente de la música de Edea son los misteriosos símbolos rúnicos inscritos en la proa de los barcos vikingos, en los postes de las puertas, en vasos y amuletos.
También se inspiran en la música del compositor nacionalista finlandés Sibelius.
Edea participó en el Festival de la Canción de Eurovisión 1998 con su canción "Aava".

## Miembros
El conjunto está formado por:
- Marika Krook: cantante.
- Tommy Mansikka-Aho: instrumentos étnicos de viento, y percusión.
- Samuli Kosminen: percusión.
- Alexi Ahoniemi: teclados, flauta, saxo soprano, coros.
- Assefa Abdissa: percusión.

### Marika Krook
Marika Krook ―nacida en Estocolmo (Suecia), el 27 de octubre de 1972 (52 años)― es una cantante soprano sueco-finlandesa, protagonista de Edea.
Es una conocida actriz, cantante y bailarina, considerada finlandesa.
Comenzó sus estudios de música clásica a fines de 1987, e hizo su debut en la Ópera de Vaasa en 1988 ―a los 15 años de edad―.
En 1992 ganó el Concurso Internacional de Óperas en Tallin y cantó el papel principal de María en la obra de teatro veraniego The sound of music (El sonido de la música).
Estudió canto lírico en la Academia Sibelius.
Ha participado en muchos musicales en el teastro Helsinki Svenska Teatern y también en la película Amazing Women by the Sea (mujeres asombrosas cerca del mar), de Claes Olsson, basado en el libro de Monika Fagerholm.

#### Filmografía[3]
Como actriz
- 1998: Underbara kvinnor vid vatten, como Bella (Isabella).

Como ella misma
- 1998: Eurovision laulukilpailu 1998 - Suomen karsinta (película de televisión), como Edea.
- 1998: The Eurovision Song Contest (programa especial de televisión), Finlandia entró en el puesto 15
- 1999: Kokkisota (serie de televisión), en el episodio 2.13 (de 1999).
- 2001: Hotelli Sointu (serie de televisión), episodio del 13 de enero de 2001.
- 2003: Hyppönen Enbuske Experience (serie de televisión), en el episodio 3.8 (2003).

### Tommy Mansikka-Aho
Tommy Mansikka-Aho es un músico finlandés de música popular y folk.
Fue miembro del grupo de música folk Gjallarhorn.
Toca:
- diyeridú
- arpa de boca
- guitarra
- botella jaffa

### Samuli Kosminen

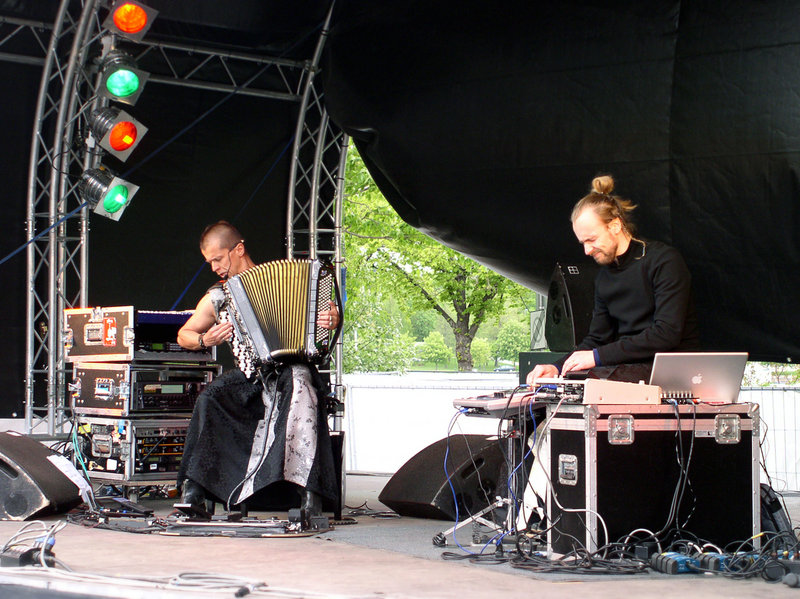
Kimmo Pohjonen Kluster, formado por Kimmo Pohjonen y Samuli Kosminen (percusionista de Edea).

Samuli Kosminen es un percusionista finlandés.
Estudió en el conservatorio Oulunkylä Pop-Jazz.
Como miembro de Edea, representó a Finlandia en el Festival de Eurovisión 1998.
Como miembro de la Kimmo Pohjonen Kluster ha sampleado del acordeón tocado por Kimmo Pohjonen (1964–).
También ha sido miembro de la banda islandesa Mum.
El término finlandés kosminen es un adjetivo que significa ‘cósmico’.

### Alexi Ahoniemi
Toca teclados, flauta, saxo soprano, voces.
Ha escrito letras, compuso e hizo arreglos para muchos grupos.

### Abdissa Asifa
Este músico nacido en Etiopía toca instrumentos de percusión.

## Discografía
Álbumes de estudio
- 1998: Edea

Sencillos
- 1998: "Aava"